# Aaron Motsoaledi
Aaron Motsoaledi, né le 7 août 1958 à Phokwane dans la province du Transvaal (actuel Limpopo) en Afrique du Sud, est un homme politique sud-africain, membre du Congrès national africain.
Il est membre du parlement depuis 2009 et ministre de la Santé de 2009 à 2019, et depuis 2024.
De 2019 à 2024, il est ministre des affaires intérieures dans le second gouvernement de Cyril Ramaphosa.
Membre du parlement du Limpopo de 1994 à 2009 et du conseil exécutif de la province du Limpopo de 1994 à 1999 où il a été chargé successivement de l'éducation, des transports et de l'environnement, des terres et de l'agriculture, il a été également ministre de la Santé de 2009 à 2019, d'abord dans le gouvernement de Jacob Zuma puis dans le premier gouvernement formé le 28 février 2018 par Cyril Ramaphosa.